# Agassiz (Columbia Británica)

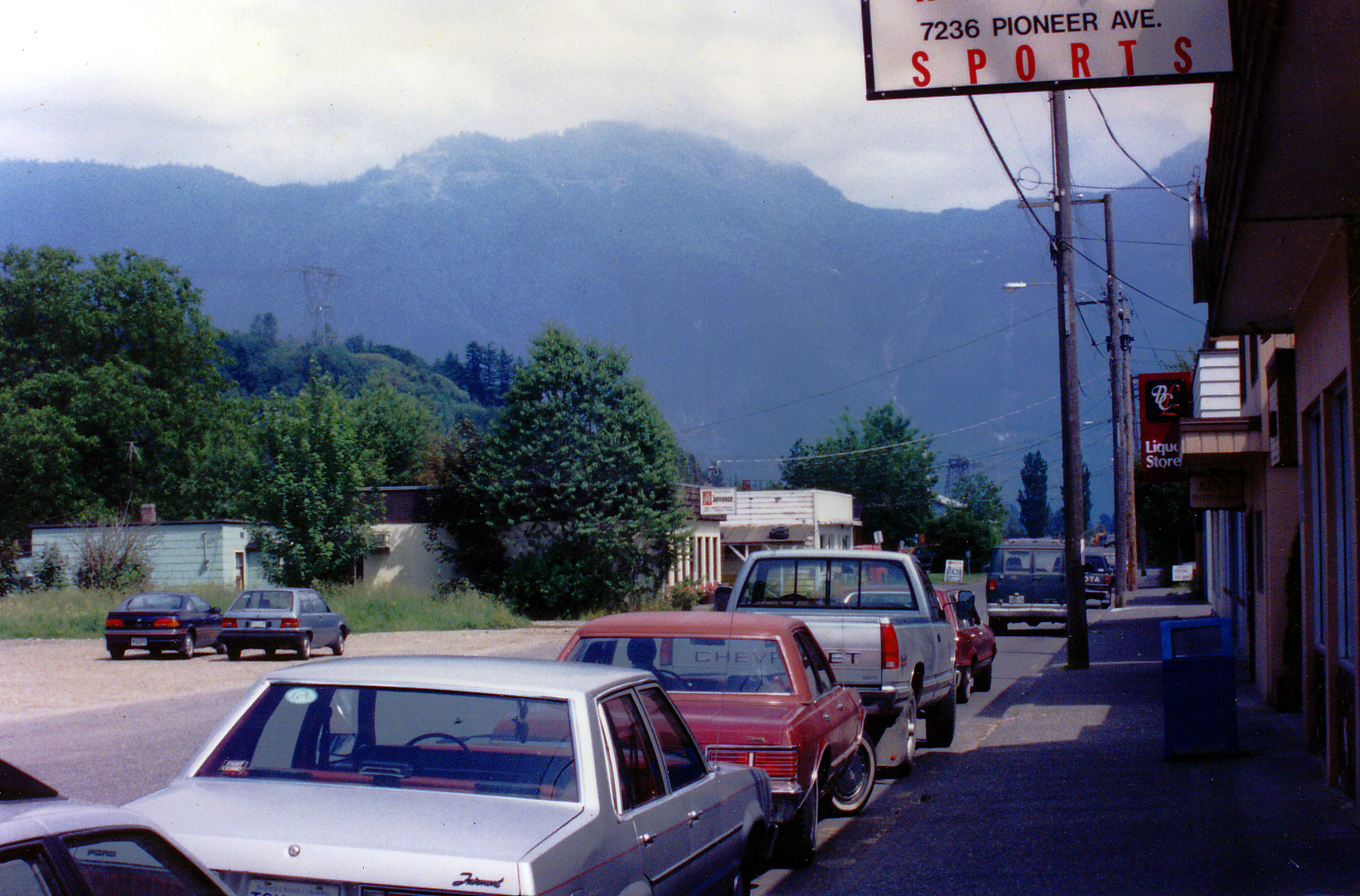
Vista de las montañas desde Agassiz, BC.

Agassiz es una pequeña comunidad ubicada en la región de "Eastern Fraser Valley" de Columbia Británica, Canadá, a unos 97 kilómetros al este de Vancouver y a 24 kilómetros al noreste de la ciudad de Chilliwack.  La única ciudad dentro de la jurisdicción del Municipio del distrito de Kent, contiene la mayoría de la población de Kent.

## Clima
Agassiz tiene un clima oceánico (Cfb) con veranos cálidos con noches frescas e inviernos fríos y lluviosos. Desde mediados del verano hasta principios del otoño es generalmente la época más seca del año, con solo 1 de cada 3 días en promedio con precipitaciones. 
| Parámetros climáticos promedio de Agassiz, British Columbia | Parámetros climáticos promedio de Agassiz, British Columbia | Parámetros climáticos promedio de Agassiz, British Columbia | Parámetros climáticos promedio de Agassiz, British Columbia | Parámetros climáticos promedio de Agassiz, British Columbia | Parámetros climáticos promedio de Agassiz, British Columbia | Parámetros climáticos promedio de Agassiz, British Columbia | Parámetros climáticos promedio de Agassiz, British Columbia | Parámetros climáticos promedio de Agassiz, British Columbia | Parámetros climáticos promedio de Agassiz, British Columbia | Parámetros climáticos promedio de Agassiz, British Columbia | Parámetros climáticos promedio de Agassiz, British Columbia | Parámetros climáticos promedio de Agassiz, British Columbia | Parámetros climáticos promedio de Agassiz, British Columbia |
| Mes                                                         | Ene.                                                        | Feb.                                                        | Mar.                                                        | Abr.                                                        | May.                                                        | Jun.                                                        | Jul.                                                        | Ago.                                                        | Sep.                                                        | Oct.                                                        | Nov.                                                        | Dic.                                                        | Anual                                                       |
| ----------------------------------------------------------- | ----------------------------------------------------------- | ----------------------------------------------------------- | ----------------------------------------------------------- | ----------------------------------------------------------- | ----------------------------------------------------------- | ----------------------------------------------------------- | ----------------------------------------------------------- | ----------------------------------------------------------- | ----------------------------------------------------------- | ----------------------------------------------------------- | ----------------------------------------------------------- | ----------------------------------------------------------- | ----------------------------------------------------------- |
| Temp. máx. abs. (°C)                                        | 17.2                                                        | 21.7                                                        | 25.8                                                        | 32.2                                                        | 36.0                                                        | 41.4                                                        | 38.3                                                        | 39.4                                                        | 36.8                                                        | 28.3                                                        | 21.1                                                        | 17.2                                                        | '                                                           |
| Temp. máx. media (°C)                                       | 6.2                                                         | 8.5                                                         | 11.6                                                        | 15.0                                                        | 18.5                                                        | 21.1                                                        | 24.0                                                        | 24.6                                                        | 21.3                                                        | 15.0                                                        | 8.9                                                         | 5.8                                                         | 15.0                                                        |
| Temp. media (°C)                                            | 3.4                                                         | 5.1                                                         | 7.5                                                         | 10.4                                                        | 13.6                                                        | 16.2                                                        | 18.5                                                        | 18.7                                                        | 15.9                                                        | 11.0                                                        | 6.1                                                         | 3.2                                                         | 10.8                                                        |
| Temp. mín. media (°C)                                       | 0.5                                                         | 1.6                                                         | 3.4                                                         | 5.6                                                         | 8.8                                                         | 11.3                                                        | 12.8                                                        | 12.8                                                        | 10.3                                                        | 6.9                                                         | 3.2                                                         | 0.5                                                         | 6.5                                                         |
| Temp. mín. abs. (°C)                                        | -25.0                                                       | -24.4                                                       | -14.4                                                       | -3.9                                                        | -1.1                                                        | 1.7                                                         | 3.3                                                         | 1.7                                                         | -1.1                                                        | -8.5                                                        | -19.0                                                       | -21.1                                                       | '                                                           |
| Precipitación total (mm)                                    | 240.8                                                       | 142.1                                                       | 154.7                                                       | 125.9                                                       | 103.0                                                       | 92.2                                                        | 66.6                                                        | 58.2                                                        | 87.6                                                        | 191.7                                                       | 285.0                                                       | 206.1                                                       | 1754.1                                                      |
| Lluvias (mm)                                                | 220.8                                                       | 131.1                                                       | 148.8                                                       | 125.5                                                       | 103.0                                                       | 92.2                                                        | 66.6                                                        | 58.2                                                        | 87.6                                                        | 191.6                                                       | 275.8                                                       | 187.7                                                       | 1688.9                                                      |
| Nevadas (cm)                                                | 20.3                                                        | 12.5                                                        | 5.8                                                         | 0.4                                                         | 0                                                           | 0                                                           | 0                                                           | 0                                                           | 0                                                           | 0.2                                                         | 9.2                                                         | 19.0                                                        | 67.4                                                        |
| Días de precipitaciones (≥ 0.2 mm)                          | 19.2                                                        | 17.3                                                        | 19.9                                                        | 17.8                                                        | 17.1                                                        | 15.0                                                        | 10.4                                                        | 10.1                                                        | 11.7                                                        | 17.1                                                        | 21.3                                                        | 20.0                                                        | 196.9                                                       |
| Días de lluvias (≥ 0.2 mm)                                  | 16.8                                                        | 15.8                                                        | 19.6                                                        | 17.8                                                        | 17.1                                                        | 15.0                                                        | 10.4                                                        | 10.1                                                        | 11.7                                                        | 17.1                                                        | 20.7                                                        | 18.1                                                        | 190.1                                                       |
| Días de nevadas (≥ 0.2 cm)                                  | 4.6                                                         | 2.8                                                         | 1.0                                                         | 0.2                                                         | 0                                                           | 0                                                           | 0                                                           | 0                                                           | 0                                                           | 0.07                                                        | 1.3                                                         | 3.9                                                         | 13.9                                                        |
| Horas de sol                                                | 57.8                                                        | 85.7                                                        | 127.7                                                       | 163.9                                                       | 194.2                                                       | 195.6                                                       | 255.8                                                       | 242.2                                                       | 196.8                                                       | 122.2                                                       | 60.2                                                        | 53.6                                                        | 1755.6                                                      |
| Fuente: Environment Canada                                  |                                                             |                                                             |                                                             |                                                             |                                                             |                                                             |                                                             |                                                             |                                                             |                                                             |                                                             |                                                             |                                                             |

## Historia
La tierra en el Fraser que ahora se llama Agassiz fue una vez la ubicación de las aldeas de la gente de la Primera Nación ``Steaten que había sido aniquilada por la enfermedad a partir de 1782. Más tarde, otro pueblo de antiguos esclavos de las Primeras Naciones se estableció allí llamado "Freedom Village" ("Halkomelem": Chi'ckim).

## Gobierno e infraestructura
El "Correctional Service of Canada" (CSC) con la institución del condado de Kent, se ubica en Agassiz.

## Galería

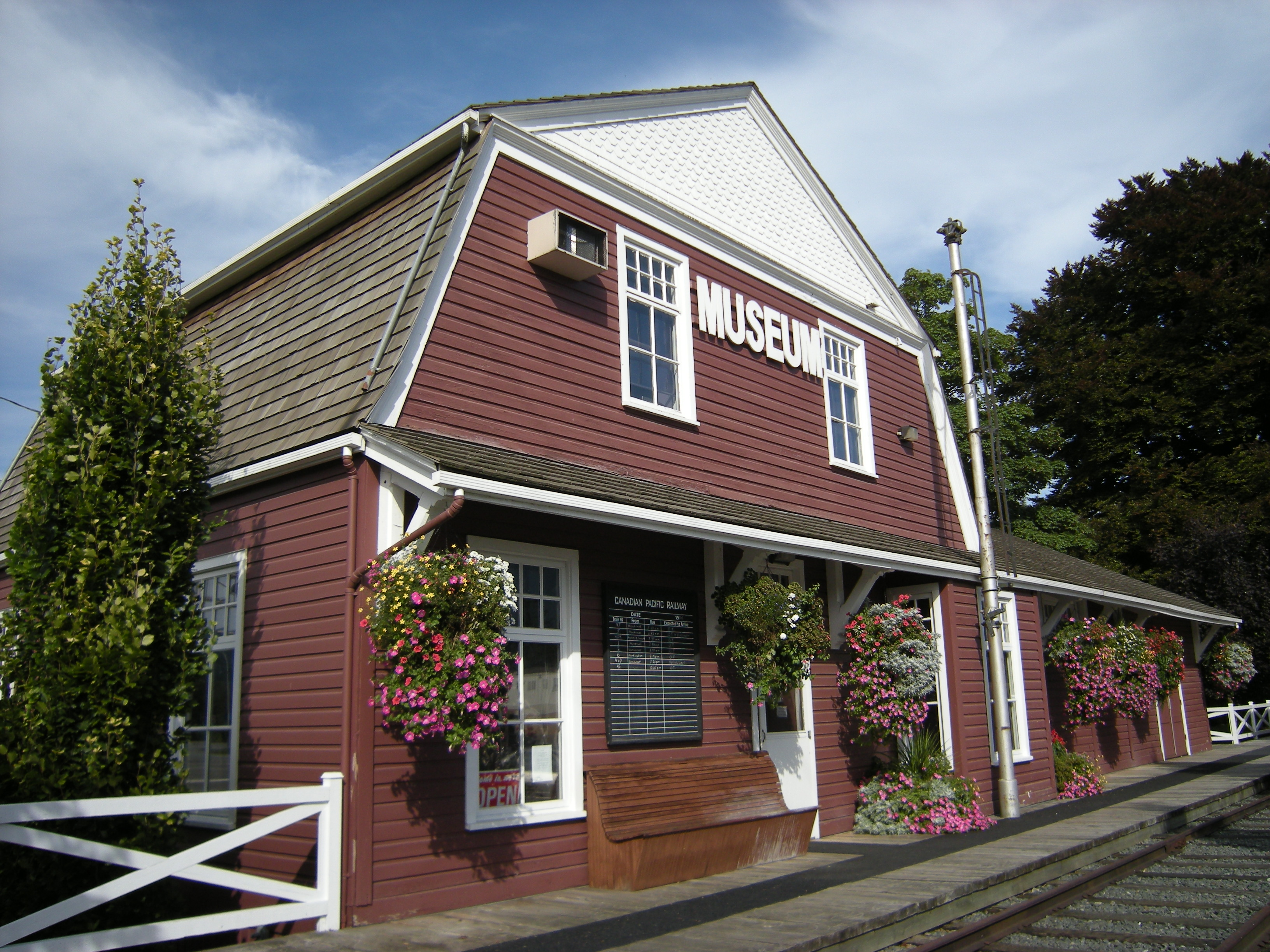
El museo "Agassiz-Harrison"
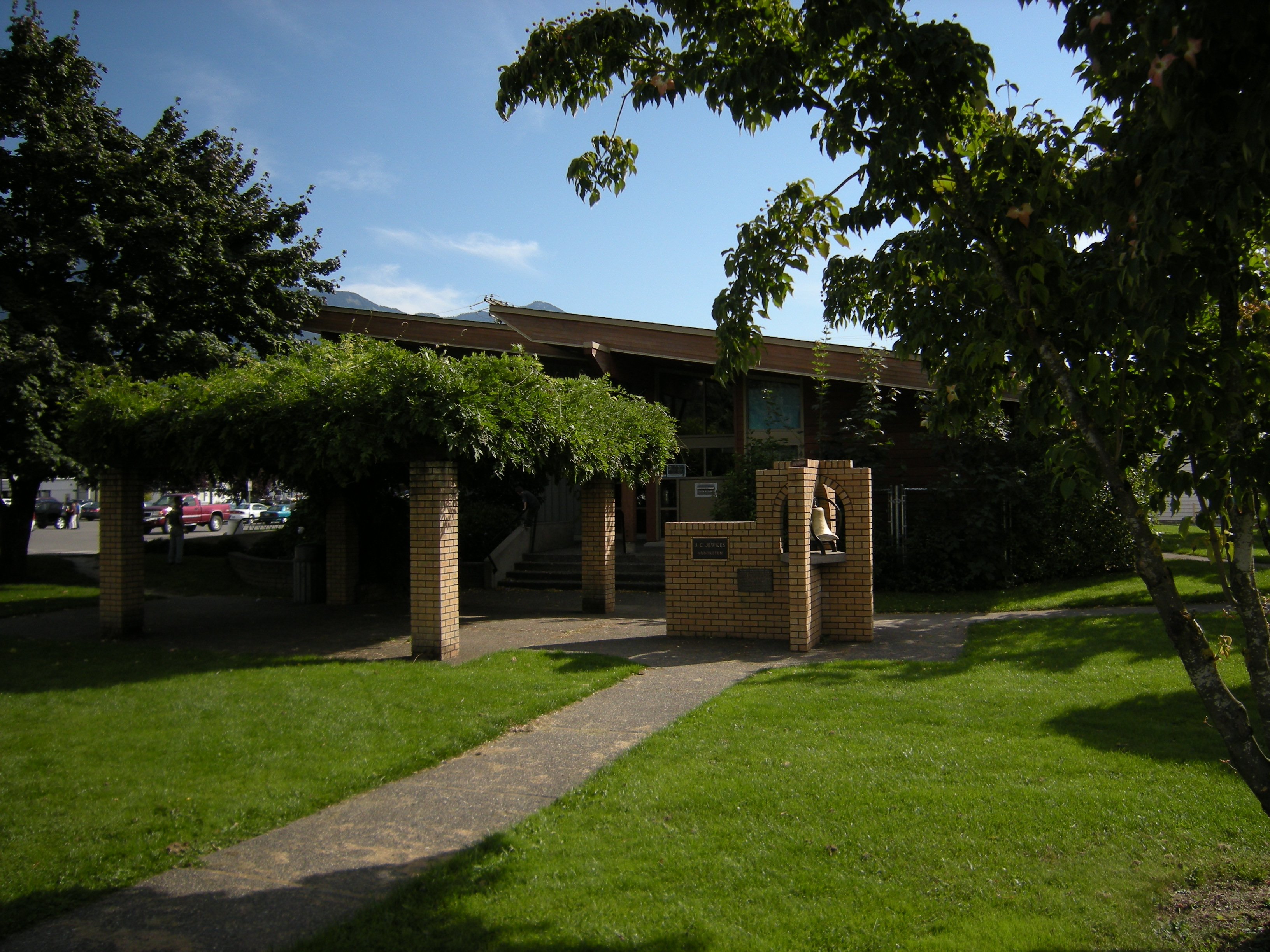
Distrito de Kent la sala del Distrito y la Biblioteca Pública, Agassiz, BC.